# Смерека з гілками змієвидної форми
 Ботанічна пам’ятка природи «Смерека з гілками змієвидної форми» (втрачена) була оголошена рішенням Івано-Франківського Облвиконкому №264 від 7.07.1972 року на землях Ворохтянського лісництва (квартал 3). Адміністративне розташування - Надвірнянський район.
Площа – 0,01 га.

## Характеристика
Об’єкт на момент створення був представлений деревом, висотою 18 м, окружністю стовбура 68 см.

## Скасування
Станом на 1.01.2016 року об'єкт не міститься в офіційних переліках територій та об'єктів природно-заповідного фонду, оприлюднених на Єдиному державному вебпорталі відкритих даних http://data.gov.ua/. Проте ні в Міністерстві екології та природних ресурсів України, ні у Департаменті екології та природних ресурсів Івано-Франківської обласної державної адміністрації відсутня інформація про те, коли і яким саме рішенням було скасовано даний об'єкт природно-заповідного фонду. Таким чином, причина та дата скасування на сьогодні не відома. Вся інформація про стоворення об'єкту взята із текстів зазначених у статті рішень обласної ради, що надані Державним управлянням екології та природних ресурсів Івано-Франківської області Всеукраїнській громадській організації «Національний екологічний центр України». Відповідно до листа Міністерства екології та природних ресурсів України №9-04/18-16 від 11.01.2016 року "Щодо надання роз'яснення", з якого слідує, що вся інформація про установи природно- заповідного фонду є відкритою.